# Bernt Lundahl
Bernt Lundahl född 29 mars 1892 i Norrköping, död 1 april 1959 i Stockholm, var en svensk arkitekt. 
Lundahl studerade vid Kungliga Tekniska Högskolan i Stockholm till 1916 och drev därefter egen verksamhet i staden.

## Stockholms verk i urval

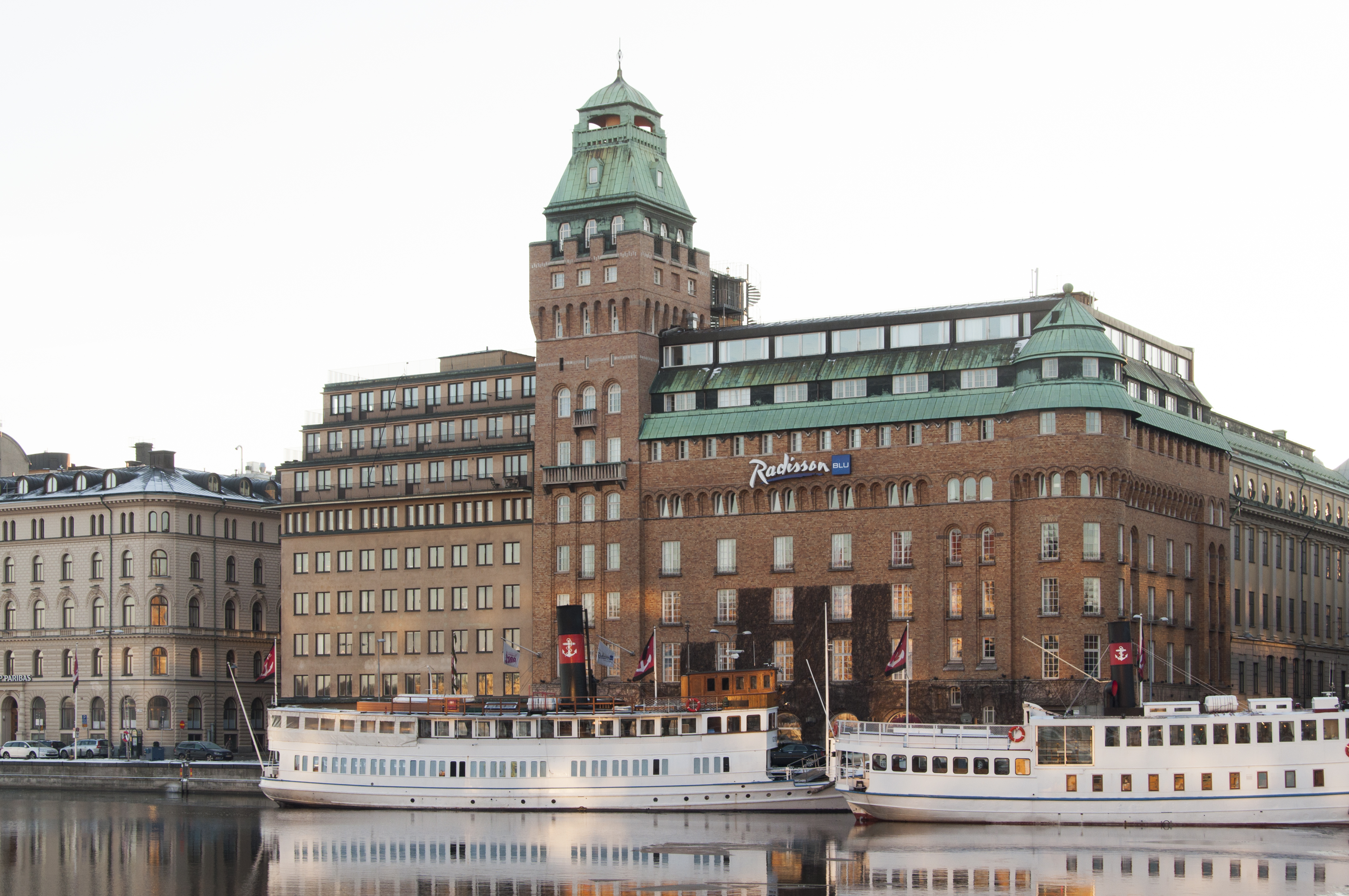
Nybrokajen 7 till vänster om Strand Hotel.

- Kontorshus Nybrokajen 7 - Teatergatan 2 och 4, 1932.
- Kungsholms Strand 165, 1929.
- Pontonjärsgatan - Polhemsgatan 10-14, 1937.
- Bergsunds strand 19 och 21, 1930-1933.
- Kvarngatan 8 och 10, 1933.
- Tavastgatan 39 och 41, 1930.
- Helgalunden 17, 1931.
- Tjustgatan 1 - Åsögatan 96, 1937.
- Barnängsgatan 32 och 34 - Gaveliusgatan 8 och 10, 1933.